# Ponte Fabiani
Il ponte Fabiani (in sloveno Fabianijev most) è un ponte di Lubiana, il quale attraversa il fiume Ljubljanica e collega strada Njegoš (Njegoševa cesta) con strada Rog (Roška cesta).

## Storia
L'infrastruttura prende il nome da Max Fabiani, ideatore originario del progetto a seguito del terremoto di Lubiana del 1895, ed è stata inaugurata il 22 agosto 2012.

## Descrizione
È un ponte a due livelli: quello superiore viene utilizzato dal traffico automobilistico, mentre quello inferiore per pedoni e ciclisti, attrezzato per l'accesso di persone con disabilità motorie. Il ponte prevede anche la possibilità della realizzazione futura di una eventuale linea tranviaria.

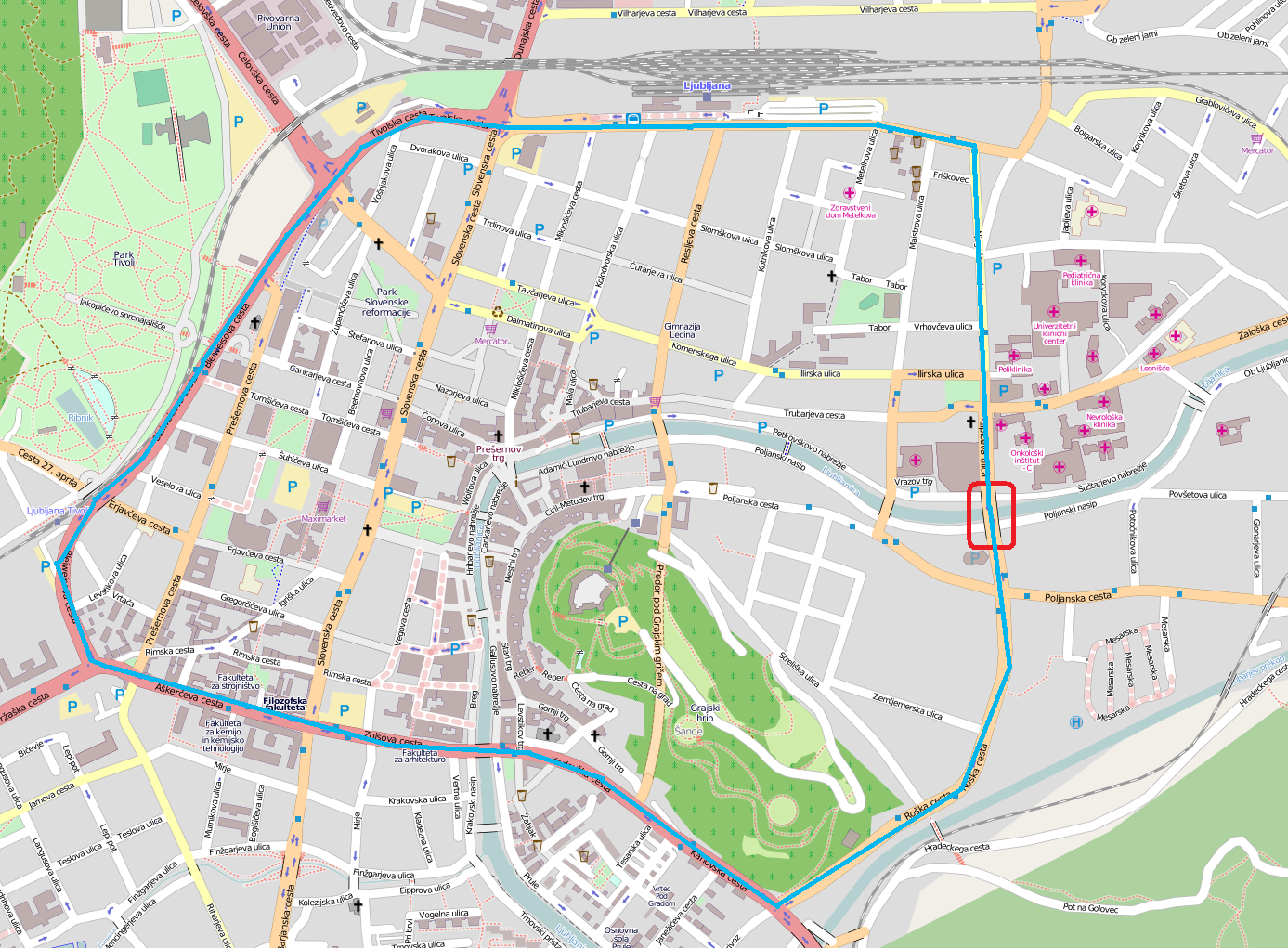
Localizzazione del ponte all'interno del comune di Lubiana